# Thực dân Courland
Thực dân Courland (tiếng Latvia: Kurzemes kolonijas) là nỗ lực mở rộng chủ nghĩa thực dân ra bên ngoài chính quốc của Công quốc Courland và Semigallia (tiếng Latvia: Kurzemes un Zemgales hercogiste). Từ năm 1637, thực dân từ công quốc này đã xây dựng các thuộc địa ở khu vực cửa sông Gambia (Tây Phi) và đảo Tobago (khu vực Trung Mỹ). Do thiếu nguồn lực, việc mở rộng đã chấm dứt vào năm 1690.
Courland nằm ở vùng Baltic, có dân số chỉ 200.000 người, chủ yếu là người gốc Latvia, Đức và Scandinavia. Công quốc này là một chư hầu của Khối thịnh vượng chung Ba Lan-Litva. Dưới thời công tước Jacob (cai trị từ 1642 đến 1682), một người gốc Đức, Courland đã thành lập một trong những hạm đội buôn bán lớn nhất ở châu Âu, với các cảng chính ở Windau (Ventspils ngày nay), và Libau (Liepāja ngày nay). Sau những chuyến du hành tới Tây Âu, Công tước Jacob đã trở thành người đề xướng hăng hái chủ nghĩa trọng thương. Cơ khí và đóng tàu trở nên phát triển mạnh mẽ dưới quyền công tước. Quan hệ thương mại được thành lập không chỉ với các nước lân cận, mà còn với Anh, Pháp, Hà Lan, Bồ Đào Nha và các nước khác.

## Bối cảnh
Vào thế kỷ 17, các nước Anh, Pháp và Hà Lan đã tham gia vào việc thiết lập thuộc địa hải ngoại, nối tiếp theo sau các nước trước đó là Venice, Genoa, Bồ Đào Nha và Tây Ban Nha. Thương mại từ thuộc địa ở hải ngoại được coi là cách nhanh nhất để đạt được sự giàu có.
Vào năm 1637, tàu Friedrich với 212 người Courland đã đến định cư trên đảo Tobago, họ bị quân Tây Ban Nha xóa sổ. Một cuộc đổ bộ khác tiến hành vào năm 1639 nhưng cũng với số phận tương tự. Năm 1642, 2 tàu khác mang 300 người Courland đến đây. Vào thời điểm này, liên minh Anh-Hà Lan thành lập để chống Tây Ban Nha, người Hà Lan chiếm đảo Tobago và chấp nhận hỗ trợ người Courland để họ có thể trụ lại được trong vòng vây phong tỏa của Tây Ban Nha.
Jacob là một chính trị gia tài năng, một người có đầu óc trọng thương, thiết lập quan hệ ngoại giao không chỉ với các nước láng giềng, mà còn với Anh, Pháp, Hà Lan và Bồ Đào Nha. Sau khi trở thành Công tước năm 1642, Jacob đầu tư phát triển ngành thủ công nghiệp và thương mại ở hải ngoại cho chính mình. Kể từ năm 1638 cho đến 1682, nhà máy đóng tàu Ventspils đã đóng 44 tàu chiến và 79 tàu buôn. Courland xây dựng 15 nhà máy luyện sắt ("dzelzsāmuri") chế biến quặng. Courland đầu tư 10 xưởng đúc súng, 5 xưởng thuốc súng, 10 xưởng làm đồ thủy tinh ("Glazskunis") 10 xưởng dệt, 6 nhà chưng cất rượu... Thương thuyền Courland duy trì thương mại hàng hải không chỉ với các cảng châu Âu mà còn với châu Phi, châu Mỹ và Ấn Độ mà từ đó hàng hóa thuộc địa được đưa đến châu Âu. Cho đến năm 1651, công tước Jacob quyết định tạo lập thuộc địa ở hải ngoại. Kế hoạch đầy tham vọng của Jacob được ghi lại trong một lá thư gửi đến Đức Giáo hoàng Innocent X vào ngày 24 tháng 8 năm 1651, trong đó ông yêu cầu hỗ trợ 3-4 triệu thalers kinh phí cho cuộc thám hiểm tới bán cầu phía Nam, với sự tham gia của 40 tàu với 24.000 người.

## Thuộc địa ở châu Phi

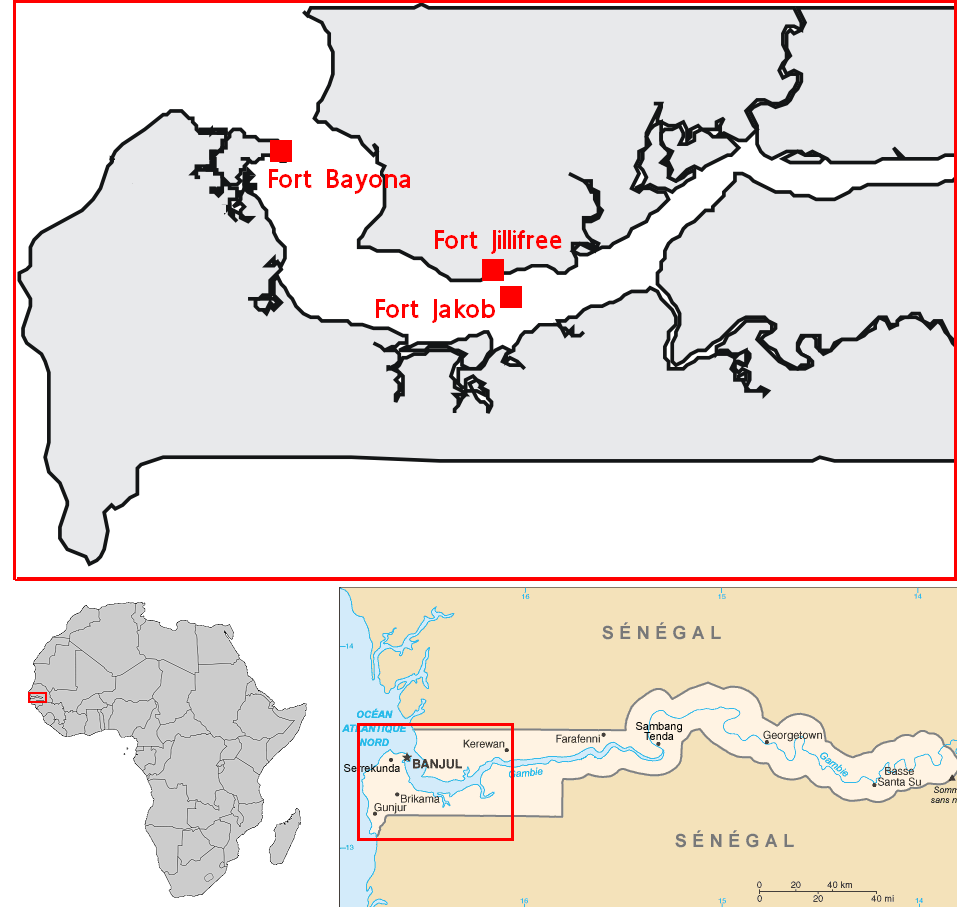
Khu định cư Courland ở châu Phi

Năm 1651, Jacob quyết định lập thuộc địa đầu tiên ở Tây Phi, đã chỉ thị cho Heinrich Fokam dẫn đầu đoàn thám hiểm đến đó. Tháng 9 năm đó, một tàu (tên là "Cá voi") với 20 khẩu pháo khởi hành. Vài tháng sau, nó được theo sau bởi một tàu khác. Ngày 25 tháng 10, "Cá voi" đến cửa sông Gambia và sau khi đàm phán với người cai trị địa phương, họ chiếm một hòn đảo trên sông Kumba người Bồ Đào Nha đã gọi là đảo St. Andrew, họ xây 1 ngôi làng tên Džilifrijas (Jillifree) trên bờ phía bắc của con sông. Một khu định cư tên Bayon được lập ở cửa sông Gambia, hiện là thủ đô của Gambia - Banjul. Trong tất cả những nơi này, hoạt động thương mại được tiến hành, riêng đảo Andrew họ lập pháo đài, quyền hành được giao cho thống đốc Gambia Heinrich Fox. Năm 1654 hoặc 1655, Otto (Otto Stiel) được giao quyền bảo vệ và giám sát thương mại cho tất cả các điểm thuộc địa này.
Từ 1651-1654, ít nhất 12 tàu Courland đến Gambia, có cả thương thuyền của người Anh, Bồ Đào Nha và Hà Lan đến đây. Gambia nhập cảng từ Courland sắt, vải, vodka, muối ăn, sản phẩm kim loại, thủy tinh và hổ phách, hàng được sản xuất không chỉ ở Courland, mà còn ở Ba Lan và các nhà máy của Lithuania. Hàng hóa Tây Phi được xuất khẩu từ Gambia đến gồm: vàng, ngà voi, sáp, da, hạt tiêu, dầu cọ và nô lệ bị bắt bởi các cuộc chiến tranh bộ tộc địa phương

#### Các thống đốc ở Gambia
- 1651-1654 /1655: Heinrich FOKS (Heinrich Fock)
- 1654/1655-1661: Oto (Otto Stiel)

## Thuộc địa ở châu Mỹ

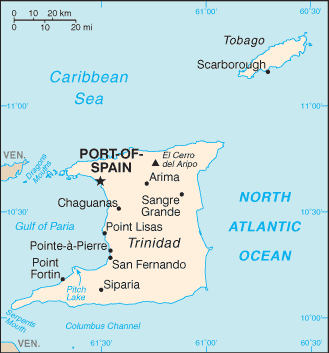
Khu định cư Courland ở châu Mỹ

Đồng thời với việc lập các thuộc địa ở Gambia, công tước Jacob tham gia vào một hợp đồng với công ty Anh Company of Providence đầu tư khai thác thuốc lá trên đảo Tobago (vùng biển Caribbean). Năm 1654, tàu "Das Wappen der Herzogin von Kurland" với 40 khẩu pháo do thuyền trưởng Viluma Molensa (hoặc Willem Mollens) thả neo gần bờ biển phía tây của đảo, họ xây dựng cảng James Fort. Hạm đoàn, 25 sĩ quan, 124 binh sĩ và 80 gia đình Courland đến đảo. Họ xây dựng nhà thờ Lutheran đầu tiên, vào năm 1657 có thêm 120 thực dân Courland đến đảo. Hòn đảo được mệnh danh là "Jaunkurzemi" (Neukurland) cung cấp thuốc lá, mía và cà phê từ các đồn điền. Các cảng cũng được sử dụng để buôn bán với các thuộc địa của người Nam và Trung Mỹ gốc Tây Ban Nha. Từ các thuộc địa này họ chuyển sang châu Âu thuốc lá, hạt tiêu, quế và gừng, đường và gạo.

#### Danh sách Thống đốc
- 1642-1643	Edward Marshall (Edward Marshall)
- 1643-1650	Cornelius Karuna (Cornelius Caroon)
- 1654-1656	Adrian Lampsijs (Adrien Lampsius)
- 1656-1659	Hubert de BEVERĪNA (Hubert de Beveren)
- 1660-1689	Cornelius Lampsijs (Cornelius Lampsius) hoặc Lampsīns

## Mất thuộc địa
Trong Chiến tranh phương Bắc lần thứ hai vào mùa thu năm 1658, quân đội Thụy Điển xâm lược Courland và bắt Công tước Jacob, giam giữ ông vào năm 1660. Trong thời gian này, cả hai thuộc địa đã bị chiếm bởi Công ty Đông Ấn Hà Lan vào năm 1659, một phần của hạm đội thương mại và các khu sản xuất đã bị phá hủy. Thống đốc Gambia Otto Still, đã từ chối chuyển pháo đài của Jacob cho người Hà Lan. Vào đầu năm 1660, hải tặc Thụy Điển chiếm Pháo đài Jekabs, một lần nữa, nó được bán cho người Hà Lan sau khi Courland được giải phóng.
Chiến tranh phương Bắc kết thúc với Hiệp ước Hòa bình Oxide, Công tước Jacob ngay lập tức bắt đầu xây dựng lại công quốc. Ông đàm phán với người Hà Lan để xây dựng lại các thuộc địa. Thống đốc Otto Still quay trở lại cửa sông Gambia. Tuy nhiên, người Hà Lan từ chối giao cho ông. Tuy nhiên, vào ngày 19 tháng 3 năm 1661, các thuộc địa Gambia, sau vài ngày vây hãm, đã bị quân Anh dưới sự lãnh đạo của Robert Holmes chiếm. Theo kết quả của các cuộc đàm phán ngoại giao, vào ngày 17 tháng 11 năm 1664, Công tước Jacob đã ký một thỏa thuận với vua Charles II của Anh về sự trở lại của Courland Gambia. Sau cái chết của Jacob năm 1682, cha ông, Friedrich Kazimier, trở thành nhà độc tài, thành quả của Jacob đã sụp đổ trong triều đại của cha ông. Ông ta sống một cuộc sống xa xỉ, do thiếu tiền, ông đã bán Tobago cho Anh năm 1690.

## Sách
- Jānis Juškevičs. "Hercoga Jēkaba laikmets Kurzemē". Rīga: Valsts papīru spiestuve, 671 lpp. (1931)